# Вулиця Мазурова (Мінськ)
Вулиця Мазурова (біл. Вуліца Мазурава) — вулиця у Фрунзенському районі Мінська (Білорусь).

## Історія
Названа на честь Кирила Трохимовича Мазурова (1914—1979), радянського державного, партійного і військового діяча, члена Політбюро ЦК КПРС.

## Розташування
Знаходиться в адміністративному районі Фрунзенський, житловому районі Червоний Бор.

## Опис
Починається від вулиці Максима Горецького (поруч — парк Дививелка і лісопарк Медвежино), виходить на МКАД.
Перетинають вулиці:
- вулиця Скрипнікова.
- вулиця Лобанка
- вулиця Пимена Панченка

## Об'єкти
Будинки та будови: 2, 6, 12, 14, 16, 18, 20
- 6 — Школа «СШ № 195 (середня школа № 195)»[3] (нині гімназія № 31)

За ГУО «Гімназія № 31 р. Мінська» закріплені будинки на вулиці: 4, 12, 14, 16, 18, 20, 22, за ГУО «Середня загальноосвітня школа № 23 р. Мінська» (вулиця П. Панченка, б. 56) — будинок 27.

## Транспорт
- Автобуси: 11, 33С[6], 119[7], 144с, 137
- Маршрутне таксі: 1230